# Quick, Draw!
A Quick, Draw! (magyarra fordítva Skicc!) a Google által kifejlesztett online játék, amely arra kéri a játékosokat, hogy rajzoljanak egy képet egy tárgyról vagy ötletről, majd egy neurális hálózat mesterséges intelligenciája segítségével kitalálják, hogy mit ábrázolnak a rajzok.
A mesterséges intelligencia minden rajzból tanul, így a jövőben javítja a helyes kitalálási képességét. A játék hasonlít a Pictionaryhez, mivel a játékosnak csak korlátozott ideje van rajzolni (20 másodperc). Az általa kitalált fogalmak lehetnek egyszerűek, például „láb”, vagy bonyolultabbak, például „állatok vándorlása”. A Quick, Draw! játékban hat forduló van. Minden körben a játékosnak 20 másodperc áll rendelkezésére, hogy kihúzzon egy véletlenszerűen kiválasztott parancsot a játék adatbázisából, miközben a mesterséges intelligencia megpróbálja kitalálni a rajzot, hasonlóan a Pictionary játékhoz. Egy kör akkor ér véget, amikor a mesterséges intelligencia sikeresen kitalálja a rajzot, vagy a játékos kifut az időből. A játékos minden körben megkapja a rajzait és eredményeit. Megtekinthetik azt is, ahogy a mesterséges intelligencia összehasonlítja munkájukat más játékosok által adott rajzokkal, mielőtt kilépnek vagy újrajátszanak.